# Красна поляна (квартал)
Вижте пояснителната страница за други значения на Красна поляна.
„Красна поляна“ е исторически квартал на град София, България, разделен в съвременната адресна номенклатура на три самостоятелни квартала:
- „Красна поляна 1“
- „Красна поляна 2“
- „Красна поляна 3“

## История
Красна поляна е квартал, възникнал в началото на ХХ в. Името Красна поляна е въведено през 1913 г. от Иван Вазов, обхващащо старите квартали Булини ливади и Ташкови ливади с малките къщурки и дворове, които постепенно отстъпват място на новите жилищни постройки. В името „ливади“ са заменени с „поляна“, а отпред е сложено „красна“ – в смисъл на красива и така се ражда днешна Красна поляна. Пръв се появява ж.к Илинден, след него през 60-те години на 20-и век ж.к. Западен парк, през 70-те години на 20-и век ж.к. Разсадника, а началото на 80-те години на 20-и век приключва строителството на трите части на Красна поляна.
Кварталът винаги е принадлежал към градската част на София. Заселването му започва към 1909 – 1910 г., на полето, на запад от квартал Коньовица.
Булата Айше Риза Алибегова, турска поданица, живееща в Цариград, е имала най-големи земи в Красна поляна (оттук идва старото име на квартала „Булини ливади“). Тя притежавала около 800 дка, част от които купила през 1892 г. от Давичон Йозеф Леви. Нейните земи се простирали в едри линии между отводнителния канал по сегашната улица „Житница“ и бившия отводнителен канал по бул. „Възкресение“. По-късно тя продала на Ташко Стоицев земя на чифлика му. На нейна територия са и бившия Електрокарен завод „6 септември“, жилищните блокове по бул. „Никола Мушанов“.
На юг и запад от сегашната улица „Добротич“ чак до кв. Овча купел, Горна баня и Коневския редут всичко е било в ливади. На височината на Баира е имало турска могила. По описания там през лятото са ставали весели младежки игри, а през зимата децата са се спускали с шейни.

## Географско разположение
Красна поляна се намира в широкия (югозападен) център на София. На север граничи с ж.к. Западен парк, на изток с ж.к. Разсадника-Коньовица и ж.к. Сердика, Зона Б-5, а на запад е кв. Факултета.

## Жилищно строителство и номерация
Старата част на Красна поляна е застроена предимно с къщи, построени през 20-те и 30-те години, тухлени четириетажни блокови кооперации, построени по времето на Втората световна война и началото на 50-те години, и железобетонни жилищни сгради, построени през 70-те и 80-те години на миналия век. В Красна поляна се намират църквата „Възкресение Христово“, супермаркетите Фантастико, „Коме“, „Pro Market“, „Била“, „Европа“. Близо до ж.к. Красна поляна се намират стадион „Септември“, църквата „Св. апостоли Петър и Павел“ и най-голямото трамвайно депо на София – „Красна поляна“.

## Райониране
Красна поляна е квартал, разделен на три части. В първата, централната част, е пазар „Росица“, във втората е 92 ОУ, а третата (старата) част е най-спокойната, в нея се намира стадион „Септември“ и общината.

## Екология
Екологичната обстановка в квартала е особено лоша през зимата поради близостта на комплекса с ромския квартал „Факултета“ и т.нар. виетнамски общежития, в които непрекъснато има нерегламентирано и непреследвано от закона горене на отпадъци. От друга страна, кварталът се намира в непосредствена близост до Западен парк.

## Транспорт
Транспортната комуникация на Красна поляна с всички части на София е една от най-добрите. През кваратала минават автобуси № 11, 72, 77 и 83; електробус E60; трамваи № 11 и 22, а в близост до квартала се намират 2 метростанции: Вардар и Константин Величков (метролинии М1 и М4).

## Личности, свързани с квартала
В Красна поляна живеят дипломати, учени, хора на изкуството, военни, служители на МВР, както и хора с различни професии. Живее и бившия президент на Република България Георги Първанов. По тази причина нарицателно Красна поляна е наричана „президентския“ квартал. Сред известните личности на България, които живеят или са живеели в Красна поляна са:
- Добри Джуров – бивш Министър на отбраната
- Нешка Робева – треньор по художествена гимнастика
- Георги Първанов – Президент на Република България
- Ивайло Калфин – бивш Министър на външните работи
- Николай Младенов – Министър на външните работи
- Емил Стойчев – художник
- Весела Драганова
- Розмари Стателова – музиковед
- Богдан Томов – певец
- Кирил Петров – актьор, радиоводещ от „Тройка на разсъмване“
- Игор Шабов – певец, участник в „Гласът на България“
- Албена Вулева – телевизионна водеща
- Мария Стоянова – кореспондент на БНТ в Германия, сега член на СЕМ
- Антон Стефанов – журналист
- Янко Русев – щангист, олимпийски шампион – Москва 1980
- Стефан Иванов – общински съветник в Столичен общински съвет (2003 – 2011), Заместник-председател на СДС (2003 – 2005)
- Ангел Наков – телевизионен режисьор и сценарист